# Nemzeti Bajnokság I 2017-2018
La Nemzeti Bajnokság I 2017-2018 (chiamata ufficialmente OTP Bank Liga per motivi di sponsorizzazione) è stata la 117ª edizione del massimo campionato di calcio ungherese. La stagione è iniziata il 15 luglio 2017 e si è conclusa il 2 giugno 2018. Il Videoton ha vinto il trofeo per la terza volta nella sua storia.

## Stagione

### Novità
Al termine della stagione 2016-2017, sono retrocessi MTK Budapest e Gyirmót. Dalla Nemzeti Bajnokság II sono stati promossi Puskás Akadémia e Balmazújvárosi.

### Regolamento
Le 12 squadre partecipanti si sfidano in un girone di andata, ritorno e andata per un totale di 33 giornate.
La squadra campione d'Ungheria si qualifica per il primo turno di qualificazione della UEFA Champions League 2018-2019.

Le squadre classificate al secondo, al terzo e al quarto posto si qualificano per il primo turno di qualificazione della UEFA Europa League 2018-2019.

Le ultime due classificate retrocedono direttamente in Nemzeti Bajnokság II.

## Squadre partecipanti
| Club             | Città          | Stadio                   | Stagione 2017-2018   |
| ---------------- | -------------- | ------------------------ | -------------------- |
| Balmazújváros    | Balmazújváros  | Városi Sportpálya        | 2º posto in NB II    |
| Debrecen         | Debrecen       | Nagyerdei Stadion        | 8º posto in NB I     |
| Diósgyőr         | Miskolc        | DVTK Stadion             | 10º posto in NB I    |
| Ferencváros      | Budapest       | Groupama Arena           | 4º posto in NB I     |
| Haladás          | Szombathely    | Stadion Rohonci Út       | 6º posto in NB I     |
| Honvéd           | Budapest       | Bozsik Stadion           | Campione di Ungheria |
| Mezőkövesd-Zsóry | Mezőkövesd     | Városi Stadion           | 9º posto in NB I     |
| Paks             | Paks           | Stadion PSE              | 5º posto in NB I     |
| Puskás Akadémia  | Felcsút        | Pancho Arena             | 1º posto in NB II    |
| Újpest           | Budapest       | Ferenc Szusza Stadion    | 7º posto in NB I     |
| Vasas            | Budapest       | Stadion Rudolf Illovszky | 3º posto in NB I     |
| Videoton         | Székesfehérvár | Sóstói Stadion           | 2º posto in NB I     |

## Classifica
|                     | Pos. | Squadra          | Pt | G  | V  | N  | P  | GF | GS | DR  |
| ------------------- | ---- | ---------------- | -- | -- | -- | -- | -- | -- | -- | --- |
| Ungheria (bandiera) | 1.   | Videoton         | 68 | 33 | 20 | 8  | 5  | 65 | 28 | +37 |
|                     | 2.   | Ferencváros      | 66 | 33 | 18 | 12 | 3  | 69 | 31 | +38 |
|                     | 3.   | Újpest           | 49 | 33 | 12 | 13 | 8  | 41 | 38 | +3  |
|                     | 4.   | Honvéd           | 47 | 33 | 13 | 8  | 12 | 50 | 53 | -3  |
|                     | 5.   | Debrecen         | 44 | 33 | 12 | 8  | 13 | 53 | 47 | +6  |
|                     | 6.   | Puskás Akadémia  | 43 | 33 | 11 | 10 | 12 | 41 | 46 | -5  |
|                     | 7.   | Paks             | 42 | 33 | 11 | 9  | 13 | 43 | 48 | -5  |
|                     | 8.   | Haladás          | 38 | 33 | 11 | 5  | 17 | 35 | 50 | -15 |
|                     | 9.   | Mezőkövesd-Zsóry | 37 | 33 | 9  | 10 | 14 | 35 | 52 | -17 |
|                     | 10.  | Diósgyőr         | 36 | 33 | 10 | 6  | 17 | 44 | 53 | -9  |
|                     | 11.  | Balmazújváros    | 36 | 33 | 8  | 12 | 13 | 39 | 46 | -7  |
|                     | 12.  | Vasas            | 34 | 33 | 9  | 7  | 17 | 38 | 61 | -23 |

      Campione d'Ungheria e ammessa alla UEFA Champions League 2018-2019
      Ammesse alla UEFA Europa League 2018-2019
      Retrocesse in Nemzeti Bajnokság II 2018-2019

## Risultati
|                  | Bal     | Deb     | Dió     | Fer     | Hal     | Hon     | Mez     | Pak     | Pus     | Újp     | Vas     | Vid     |
| ---------------- | ------- | ------- | ------- | ------- | ------- | ------- | ------- | ------- | ------- | ------- | ------- | ------- |
| Balmazújváros    | ––––    | 0-1 4-0 | 4-0 2-1 | 2-3 3-3 | 2-1     | 0-3     | 0-0     | 0-0     | 2-2     | 0-1 1-1 | 0-1 1-1 | 1-1     |
| Debrecen         | 0-2     | ––––    | 3-1 2-1 | 0-0 1-1 | 1-1     | 1-0     | 1-2 2-3 | 3-2     | 3-0 1-1 | 1-2     | 4-1 2-3 | 2-5     |
| Diósgyőr         | 1-2     | 3-2     | ––––    | 2-1     | 1-2     | 2-1 1-1 | 2-1 0-1 | 2-4 1-0 | 2-2 0-1 | 1-2     | 5-0     | 2-3 2-1 |
| Ferencváros      | 5-0     | 2-1     | 2-0 4-0 | ––––    | 2-0 2-1 | 5-2     | 5-0 3-0 | 1-1 2-2 | 1-1 3-1 | 1-0     | 5-2 1-1 | 3-1     |
| Haladás          | 3-1 0-0 | 1-0 1-1 | 0-3     | 2-1     | ––––    | 1-2     | 2-2 1-0 | 1-2     | 1-5 3-2 | 1-0 1-1 | 3-0     | 1-0     |
| Honvéd           | 2-2 2-0 | 1-3     | 2-2     | 1-3 1-1 | 2-0 2-1 | ––––    | 1-2     | 1-0     | 4-3     | 2-1 0-0 | 1-4 3-1 | 1-4     |
| Mezőkövesd-Zsóry | 2-2 1-0 | 0-2     | 0-0     | 0-1     | 2-1     | 1-2     | ––––    | 3-2 2-3 | 0-0     | 2-4 0-1 | 3-3     | 0-2 0-0 |
| Paks             | 1-0 0-1 | 1-1 2-5 | 2-1     | 0-2     | 2-0 1-2 | 2-2 1-2 | 1-1     | ––––    | 3-1     | 2-2 0-0 | 3-1     | 1-4 1-0 |
| Puskás Akadémia  | 2-1 3-1 | 0-0     | 1-0     | 1-1     | 1-3     | 0-2 1-1 | 1-0 1-2 | 1-2 1-0 | ––––    | 2-1     | 0-0     | 1-3 0-0 |
| Újpest           | 2-2     | 1-1 2-1 | 1-1 1-0 | 2-2 0-0 | 1-0     | 2-1     | 2-3     | 0-0     | 1-3 0-1 | ––––    | 1-0 4-2 | 2-2     |
| Vasas            | 1-2     | 1-5     | 0-2 1-1 | 0-2     | 1-0     | 2-1     | 1-1 0-0 | 3-1 0-1 | 2-0 1-2 | 0-1     | ––––    | 3-1 0-3 |
| Videoton         | 1-1 1-0 | 1-0     | 4-1     | 3-1 0-0 | 3-1 3-0 | 1-1 2-0 | 4-0     | 2-0     | 2-0     | 2-2 3-0 | 2-1     | ––––    |

## Classifica marcatori
| Gol |  |  | Giocatore        | Squadra          |
| --- |  |  | ---------------- | ---------------- |
| 18  |  |  | Davide Lanzafame | Honvéd           |
| 17  |  |  | Soma Novothny    | Újpest           |
| 17  |  |  | Roland Varga     | Ferencváros      |
| 14  |  |  | Márton Eppel     | Honvéd           |
| 14  |  |  | Danko Lazović    | Fehérvár         |
| 13  |  |  | Dániel Böde      | Ferencváros      |
| 12  |  |  | Haris Tabaković  | Debrecen         |
| 12  |  |  | Josip Knežević   | Puskás Akadémia  |
| 10  |  |  | Márk Koszta      | Mezőkövesd-Zsóry |
| 10  |  |  | Joseph Paintsil  | Ferencváros      |
| 8   |  |  | Marko Šćepović   | Fehérvár         |